# Herménégilde Lavoie
Vous pouvez aider à l'améliorer ou bien discuter des problèmes sur sa page de discussion.
- Il semble être autobiographique ou autocentré et avoir fait l'objet de modifications substantielles, soit par le principal intéressé, soit par une personne en lien étroit avec le sujet. Il peut être nécessaire de l'améliorer pour respecter le principe de neutralité de point de vue. (Marqué depuis mai 2022)
- Il fait référence à des sources qui ne semblent pas présenter la fiabilité et/ou l'indépendance requises. Vous pouvez aider, soit en recherchant des sources de meilleure qualité pour étayer les informations concernées, soit en attribuant clairement ces informations aux sources qui semblent insuffisantes, ce qui permet de mettre en garde le lecteur sur l'origine de l'information. (Marqué depuis mai 2022)
- Il ne respecte pas la neutralité de point de vue. Considérez son contenu avec précaution. Il est possible de préciser les sections non neutres en utilisant {{section non neutre}} et de souligner les passages problématiques avec {{passage non neutre}}. (Marqué depuis mai 2022)

- Archive Wikiwix
- Bing
- Cairn
- DuckDuckGo
- E. Universalis
- Gallica
- Google
- G. Books
- G. News
- G. Scholar
- Persée
- Qwant
- (zh) Baidu
- (ru) Yandex
- (wd) trouver des œuvres sur Wikidata

Vous pouvez aider à l'améliorer ou bien discuter des problèmes sur sa page de discussion.
- Il ne cite pas suffisamment ses sources. Vous pouvez indiquer les passages à sourcer avec {{référence nécessaire}} ou {{Référence souhaitée}}, et inclure les références utiles en les liant aux notes de bas de page. (Marqué depuis mai 2022)
- Son texte doit être wikifié : il ne correspond pas à la mise en forme Wikipédia (style, typographie, liens internes, liens entre les wikis, etc.). (Marqué depuis mai 2022)

- Archive Wikiwix
- Bing
- Cairn
- DuckDuckGo
- E. Universalis
- Gallica
- Google
- G. Books
- G. News
- G. Scholar
- Persée
- Qwant
- (zh) Baidu
- (ru) Yandex
- (wd) trouver des œuvres sur Wikidata

Pour les articles homonymes, voir Lavoie.
Herménégilde Lavoie né en 1908 à Métabetchouan au Québec et mort en 1973, a cumulé plusieurs champs d'activités : fonctionnaire, conférencier, intervenant social, éditeur de magazine, éditorialiste, photographe, producteur et réalisateur de films. Au travers de ces œuvres, il participa à la conservation du patrimoine québécois.

## Biographie
Herménégilde Lavoie est né en 1908, à Métabetchouan, au Saguenay–Lac-Saint-Jean. Après ses études classiques, à Chicoutimi, il va étudier l’architecture à Québec en 1927, puis est engagé auprès du ministère de l’Agriculture de la province. Promu assistant-directeur de l’Office du tourisme de la province de Québec en 1940, Herménégilde Lavoie participe à la structuration de l'industrie touristique québécoise concernant l'organisation des syndicats d'initiatives, l'ouverture de bureau de renseignement et la création de cours d'hôtellerie. En plus d'assister le directeur général dans ces tâches, Lavoie est « membre du Conseil du Tourisme de la province de Québec, secrétaire du Comité du Tourisme de l'Île d'Orléans, membre du Comité de censure et d'appréciation des films ».
Au travers de ses fonctions administrative, Lavoie effectue des photographies pour le service de la Ciné-photographie à des fins publicitaires pour l'Office du Tourisme. Il dirige également les cinéastes et artistes étrangers chargés de mettre en valeur les beautés de la belle province au travers de la production de film ou de photographie. Parmi ces derniers figurent  le long métrage, 13, rue Madeleine de la société Twentieth Century Fox, et les travelogues diffusés dans le monde entier de la compagnie Hamilton Wright de New York. Ce contact fréquent avec l’univers du cinéma motive Herménégilde Lavoie à utiliser ce médium pour transmettre ses idées. En 1943, il réalise son premier film Les Beauté de mon pays avant de se consacrer à temps plein à la cinématographie en 1948.

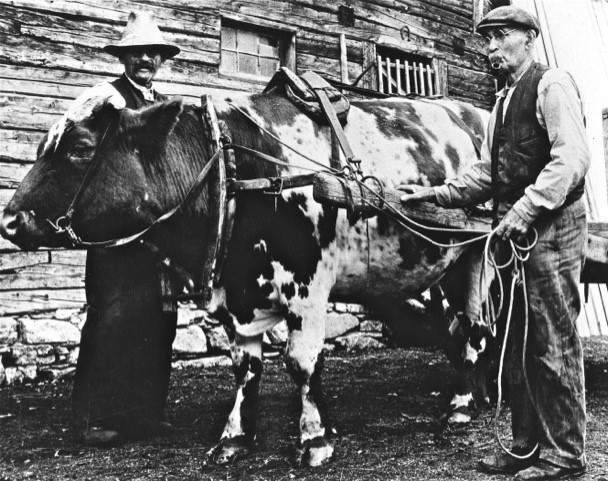
Paysans à l'île aux Coudres. Photo d'Herménégilde Lavoie.

### La Belle Province

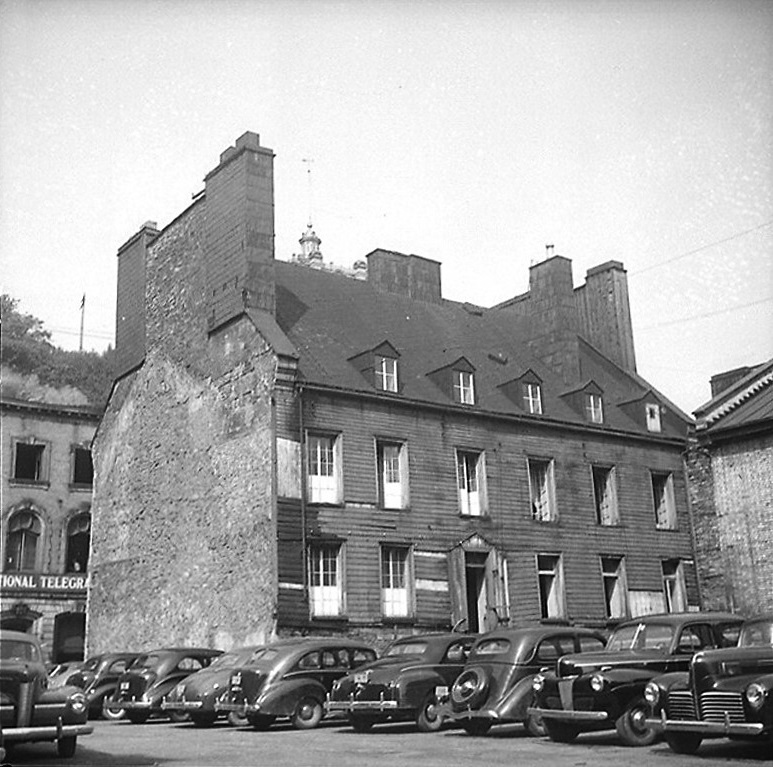
La maison Fargues à Québec. Photo d'Herménégilde Lavoie

Herménégilde Lavoie fonde la revue La Belle Province en 1946 qui est l'organe officiel du Club des Habitants. Ce dernier a pour mission l'embellissement des campagnes et la mise en valeur de la culture canadienne-française  en amenant les « citadins et les ruraux à mieux [se] connaître mutuellement pour s'estimer davantage et collaborer plus spontanément à l'édification d'une belle province de Québec, dans un Canada grand et puissant ».  Directeur de la revue, Lavoie invite plusieurs protecteurs du patrimoine matériel et immatériel canadien-français à écrire des articles tels que Marius Barbeau, Maurice Hébert et Jean-Claude Magnan . Publiée entre 1946 et 1950, plusieurs numéros sont consacrés au tourisme et 1948, la revue compte 12 000 abonnés. 

Lavoie organise également des concours d’embellissement et des campagnes de conservation du patrimoine architectural et culturel que l'on retrouve dans ses nombreuses photographies d'époque : familles nombreuses, travail des champs, moulins à vent, pêcheurs en Gaspésie, etc..  

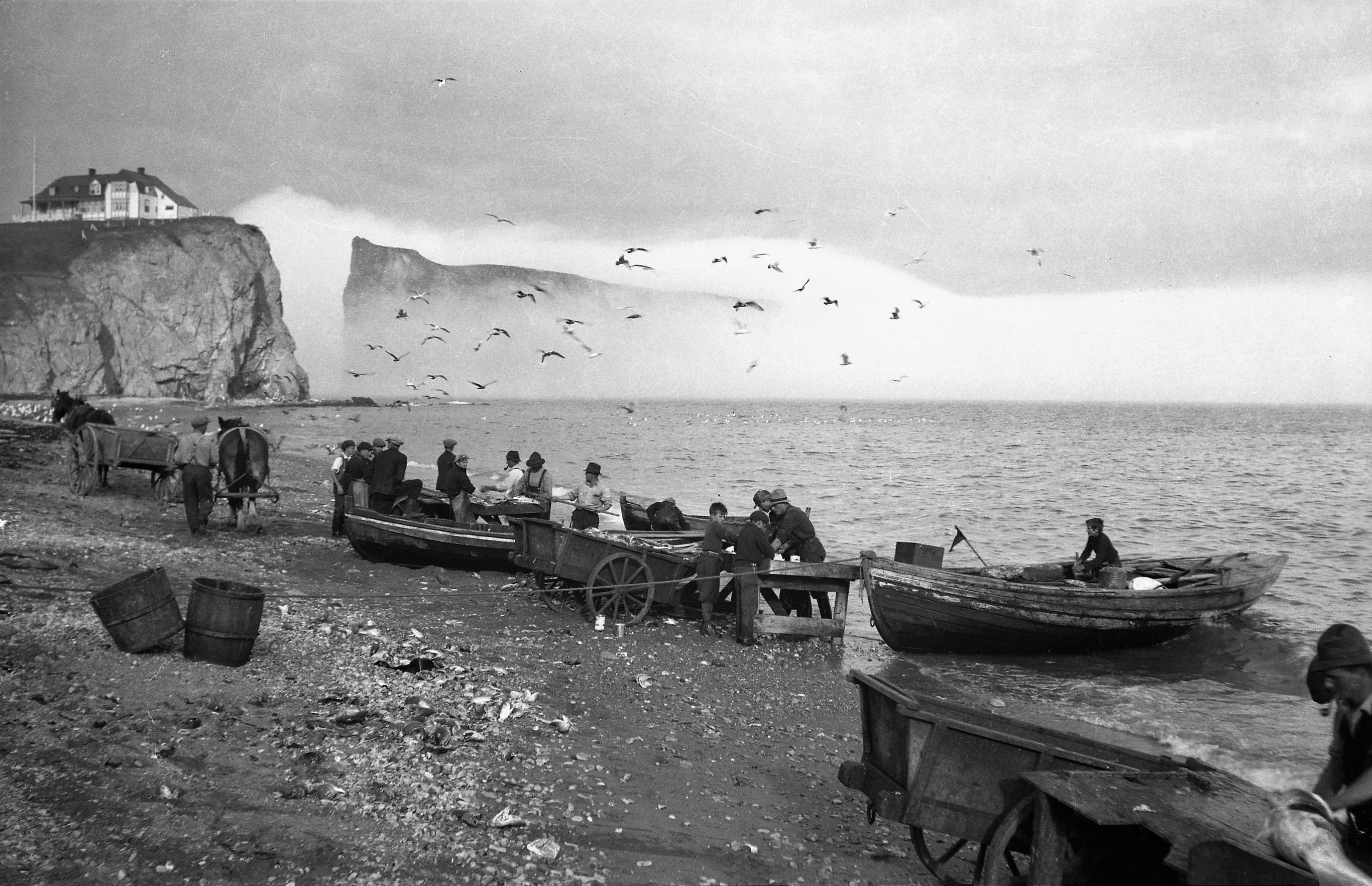
Pêcheurs à Percé. Photo d'Herménégilde Lavoie

### Un nouveau départ

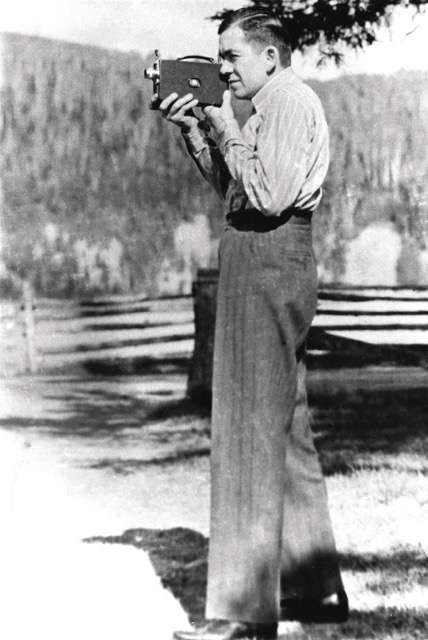
Herménégilde Lavoie à la caméra

En 1948, Lavoie fut remercié de ces fonctions au sein du gouvernement Duplessis favorisant une réorientation de carrière dans la cinématographie. Bénéficiant de ses contacts établis dans le cadre de ses fonctions au gouvernement, Herménégilde Lavoie crée les Documentaires Lavoie et se lance dans la production de films. Parmi les premiers cinéastes laïcs, ses clients sont des industriels, des communautés religieuses, des municipalités, des agences de publicité, des médias d’information et l’État québécois. Il réalise et coréalise une dizaine de courts et moyens métrages sur les traditions populaires québécoises. De cette œuvre sont nés quelques documentaires historiques et deux films de géographie humaine primés par l’UNESCO en 1953 : L’Homme et l’Hiver et L’Homme et le sol, coréalisés avec Michel Brochu, géographe.  Devenu une personnalité publique, on l’invite plusieurs fois à titre de conférencier et pour présenter ses films.

### Retour à la fonction publique – Mirabel
En 1962, Herménégilde Lavoie passe le gouvernail à son fils, Richard Lavoie, et retourne à la fonction publique québécoise, au ministère des Affaires municipales. Il continue d’inculquer ses valeurs à de jeunes urbanistes, tout en obéissant aux diktats d’une société qui a bien changé depuis ses combats de l’île d’Orléans : fonctionnaire sénior, c’est à lui qu’incombe la responsabilité de négocier, auprès des 14 municipalités et villages concernés, l’épineux contentieux des expropriations pour le futur aéroport de Mirabel. Après 10 ans de ce travail ardu, Herménégilde Lavoie prend sa retraite, à 70 ans, et décède 3 ans plus tard, en 1973.

### Un film et des hommages
La passion de d'Herménégilde Lavoie pour le cinéma fut transmise de père en fils et en filles sur trois générations à Québec : son fils Richard Lavoie et ses petits-enfants, Hugues, Geneviève, Valérie et Catherine, tous et toutes porteurs et porteuses du flambeau.
En 1975, Richard Lavoie présente en première, aux Beaux Dimanches de Radio-Canada, un documentaire d’une heure sur la vie et l’œuvre de son père : Herménégilde Lavoie, vision d’un pionnier du cinéma québécois, 1908-1973. En 1997 et en 2007, le Musée de la Civilisation de Québec célèbre les 60, puis les 70 ans de cinéma d’Herménégilde et Richard Lavoie.

## Filmographie

### (1933-49) La série Les Beautés de mon pays
- Charlevoix
- La Gaspésie
- Les sports d’hiver
- La ville de Québec
- L’Île d’Orléans
- Les sucres
- Une journée avec les scouts
- Fleurs et fleurs
- Les Hurons de Lorette
- Les sculpteurs Jean-Julien et Médard Bourgault de Saint-Jean-Port-Joli

### (1949 à 1962) La période de production des Documentaires Lavoie
Des films de moyen métrage pour les industries suivantes :
- Fabrication d’un ascenseur, FX Drolet
- La pierre à chaud, CALCO, de Saint-Marc-des-Carrières
- L’isolation thermique, Bouchard et Robitaille
- Les industries forestières de John Murdock
- La scierie JB Dubé de Mont-Laurier
- Boulangerie et pâtisserie Jos Vaillancourt
- Nettoyage à sec, JP Ferland
- Produits de santé, la Laiterie Cité de Québec
- The Story of Zone 2, le journal Le Soleil
- Old Quebec gateway to Canada’s new wealth, le journal Le Soleil

### Des films de moyen et long métrage pour des communautés religieuses
- Les Sœurs du Bon-Pasteur
- Les Sœurs de la Charité
- Les Sœurs de la Charité de Saint-Louis
- Les Sœurs Antoniennes de Marie de Chicoutimi
- Les Frères Maristes d’Alma
- Les Sœurs Servantes du Saint-Cœur de Marie
- Les Sœurs Franciscaines missionnaires de Marie

### Des films de moyen métrage, hors catégorie, produits dans la même période
- Sherbrooke, la reine des Cantons de l’Est
- Rencontres dans l’invisible
- Stop (film sur la sécurité routière pour le gouvernement québécois)

### Des films historiques avec le père Adrien Pouliot, sj
- Tadoussac
- Les missions des pères Jésuites

### Deux films avec le géographe Michel Brochu
- L’Homme et le sol
- L’homme et l’hiver

### Des films avec le cinéaste Adrien Peuvion dans le Grand Nord québécois
- Itarnitak
- Opération Survie

### Des publicités pour la télévision avec l’agence Payeur Publicité, de Québec
Principaux clients :
- L’Exposition provinciale de Québec
- Le Syndicat de Québec
- Les Liqueurs Fortier
- Les pains Diana
- Le magasin Paquet

## Hommages
- Une plaque "Ici vécut de la ville de Québec est présente au 477 rue Dolbeau, en son honneur, pour indiquer son ancien lieu de résidence.